# Володимира дуби

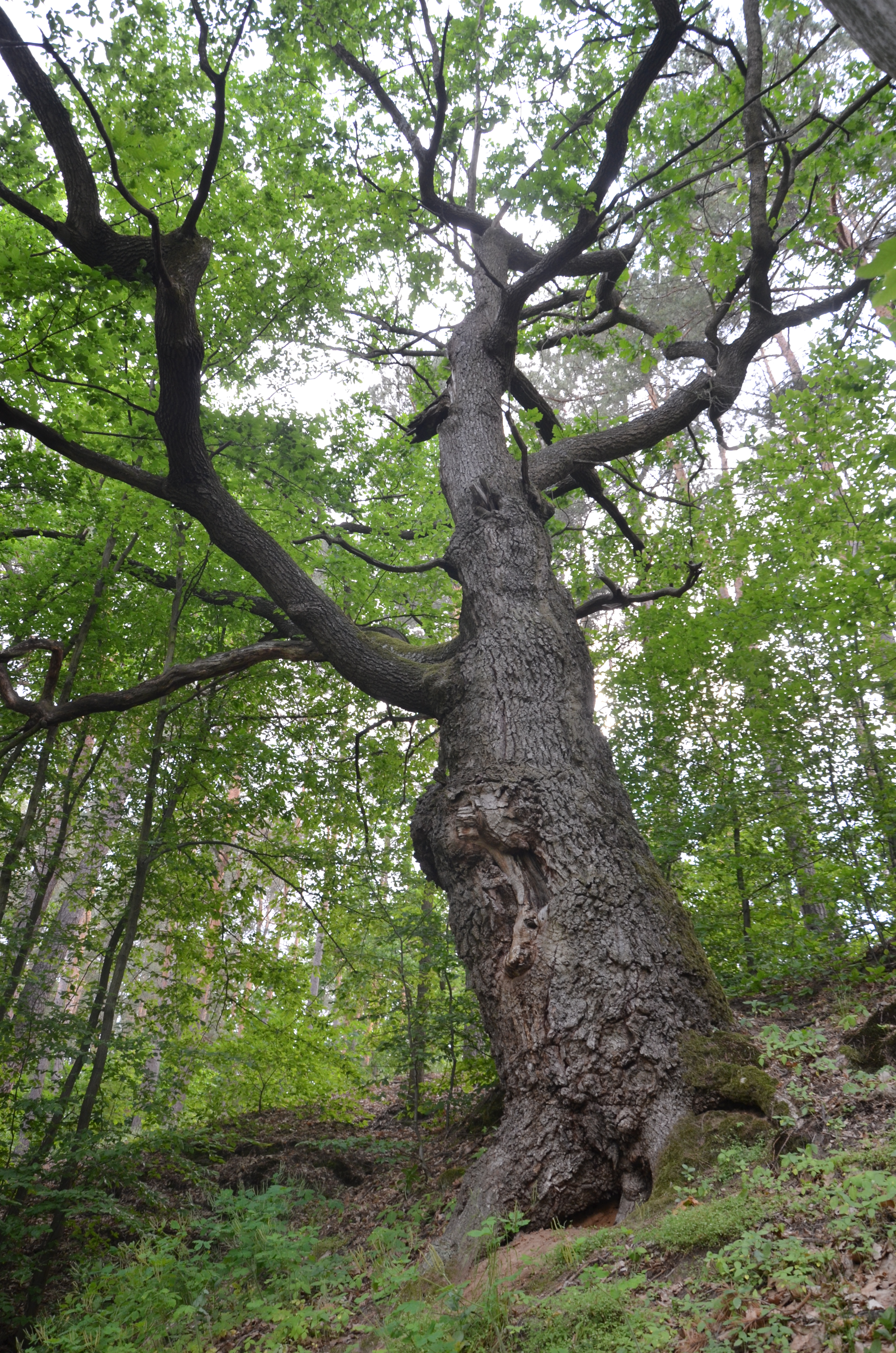
Один з дубів

Володи́мира дуби́ — ботанічна пам'ятка природи місцевого значення в Україні. Розташована на території Петрівської сільської громади Вишгородського району Київської області, на схід від села Нові Петрівці.
Площа — 0,03 га. Рішенням Київської обласної ради від 27.03.2014 року № 765-40-VI «Про резервування цінних для заповідання природних територій та об'єктів на території Київської області» об'єкт резервувався для заповідання. Статус пам'ятки природи присвоєно згідно з рішенням Київської обласної ради від 27.12.2016 року. Перебуває у віданні: Новопетрівська сільська рада.
Статус присвоєно для збереження 3-х дубів віком бл. 400 і 300 років. На висоті 1,3 м стовбури мають в охопленні 4,3 м. 3,8 м та 3,7 м, висота — 22, 14 та 14 м.